# Domus Transitoria

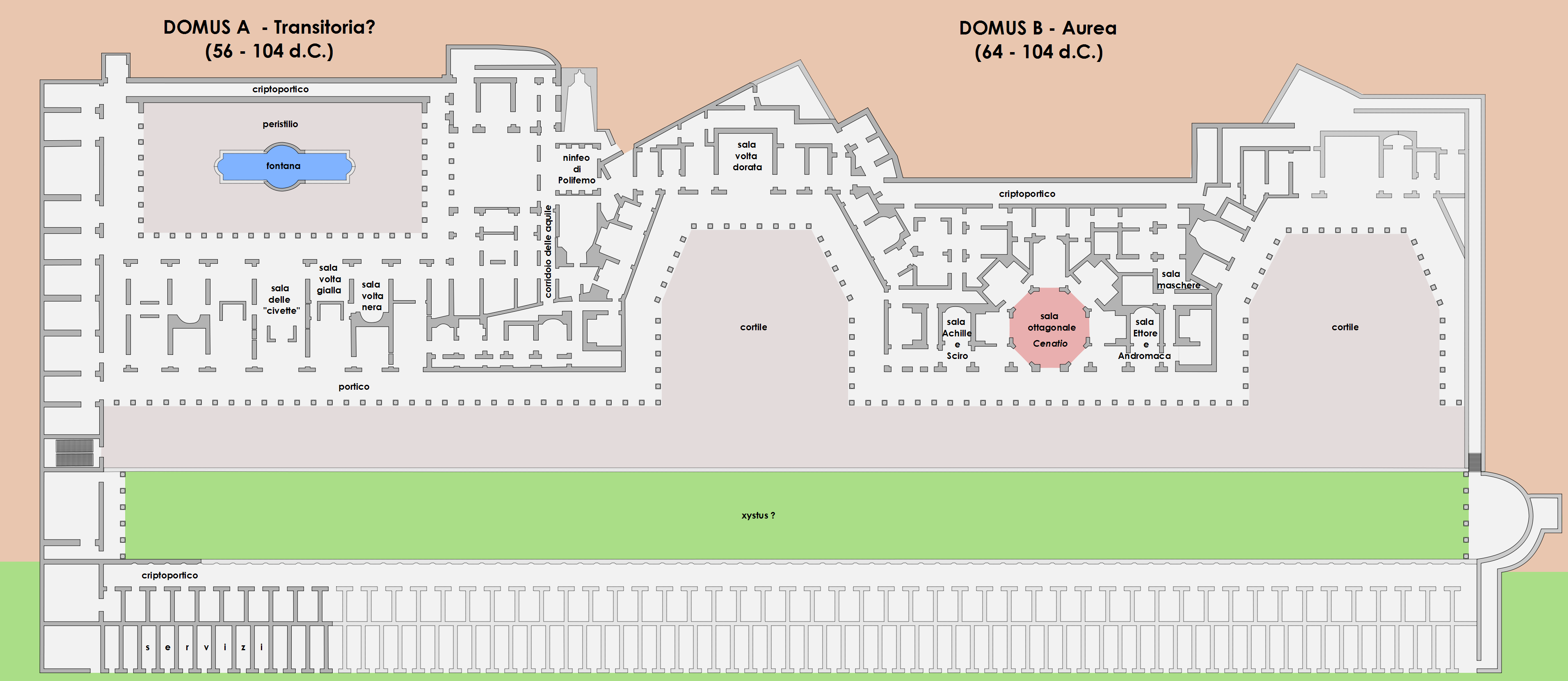

De Domus Transitoria (Latijn voor Doorgangshuis) was een paleiscomplex dat de Romeinse keizer Nero aan het begin van zijn regeringsperiode (54-68 na Chr.) in Rome liet bouwen. Het verbond de keizerlijke paleizen op de Palatijn met de Tuinen van Maecenas en andere keizerlijke bezittingen op de Esquilijn. De Domus Transitoria werd in de as gelegd bij de grote brand van Rome in 64 na Chr., waarna het vervangen werd door de Domus Aurea.
Van het complex zijn enkele resten teruggevonden. Onder het triclinium van de latere Domus Flavia op de Palatijn werd een rijk versierd nymphaeum teruggevonden. De daar gevonden muurschilderingen met scènes uit de Trojaanse cyclus zijn te zien in het Antiquarium op de Palatijn. Onder het podium van de Tempel van Venus en Roma werden resten gevonden van een kruispunt van twee gangen. Vermoedelijk was dit een achthoekige structuur bedekt door een koepel.

## Galerij

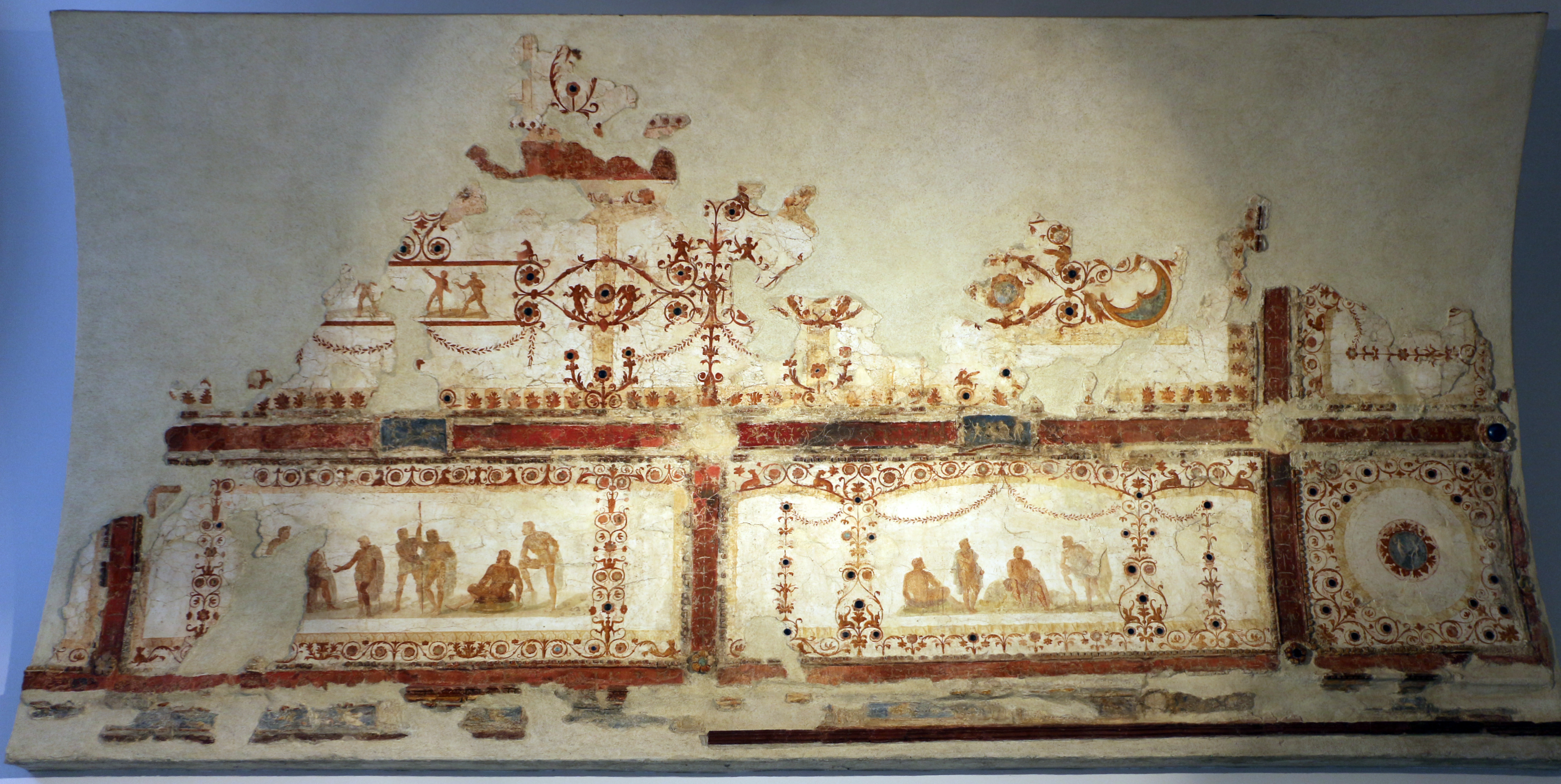
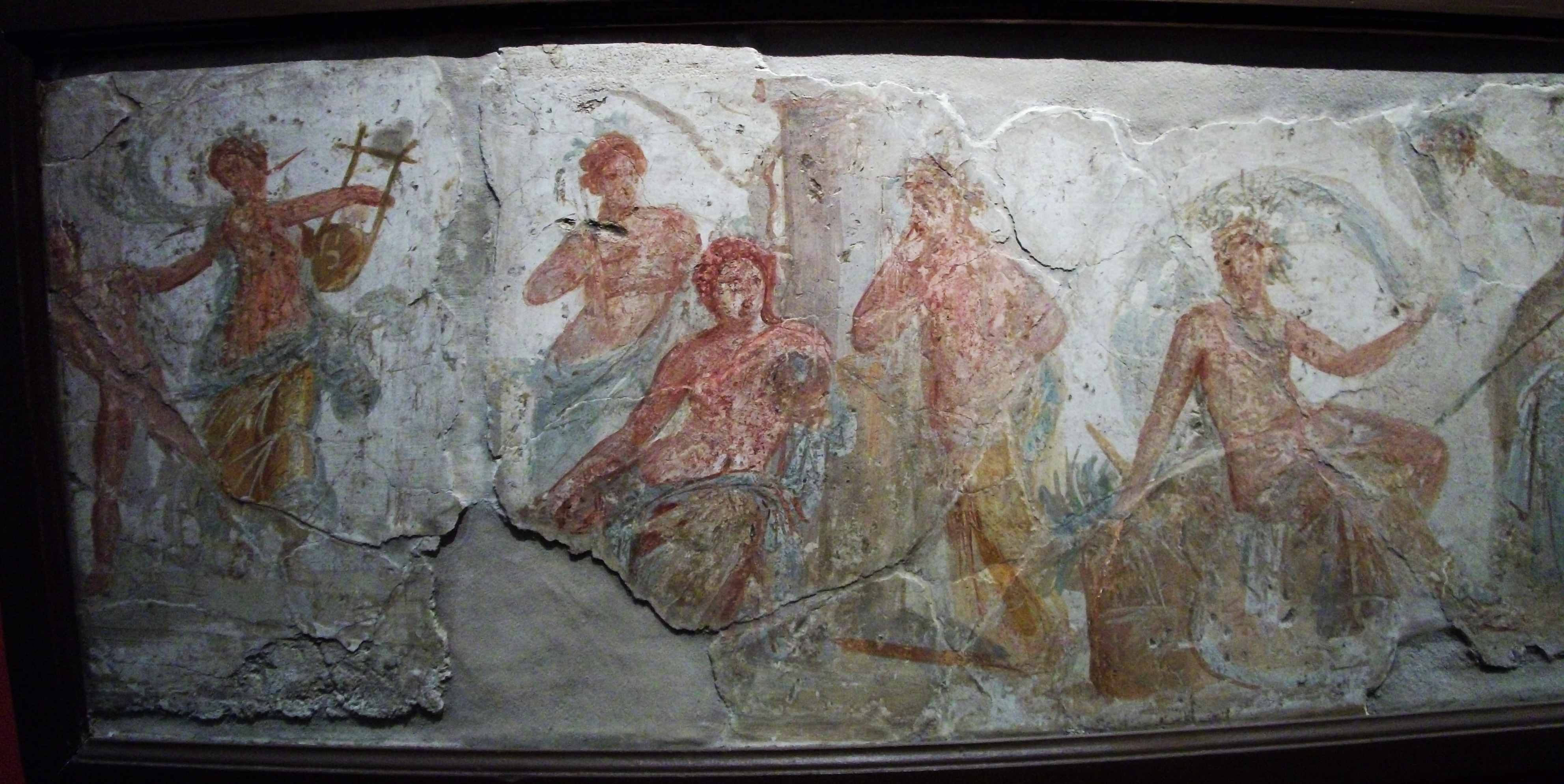
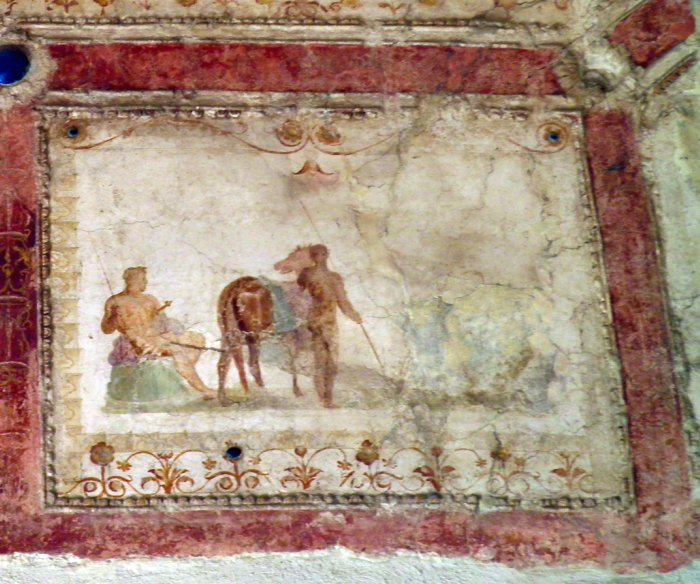
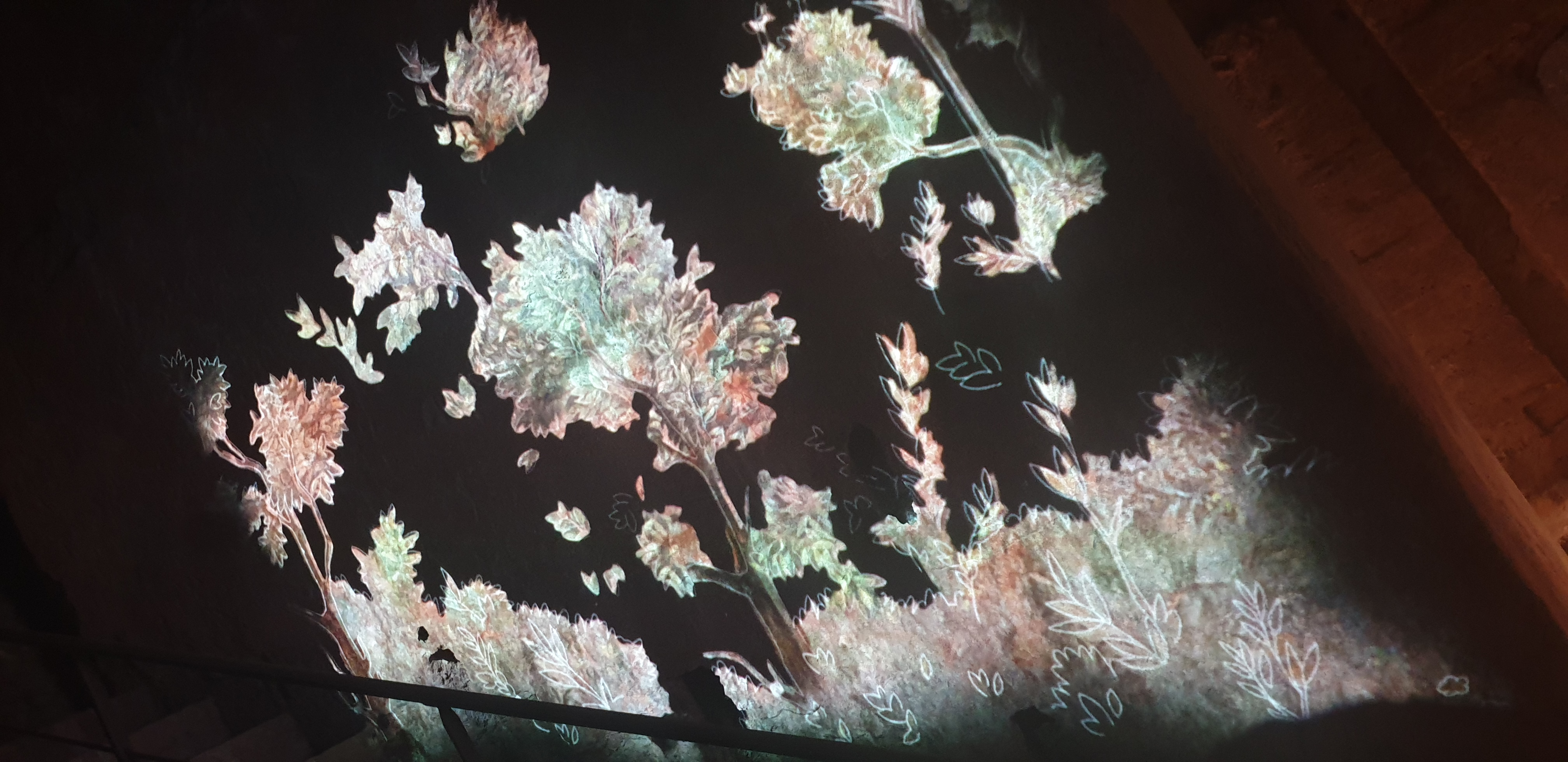
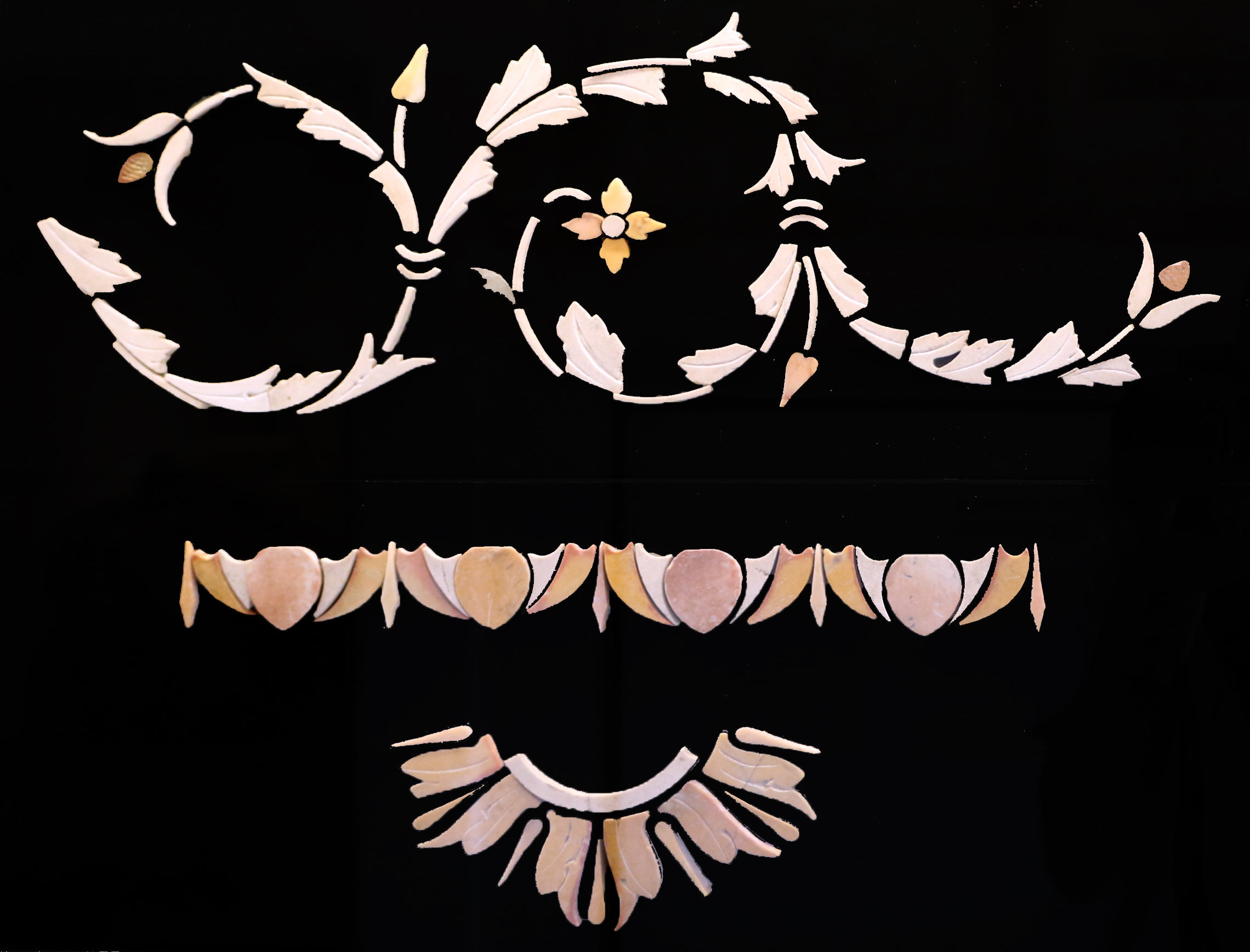
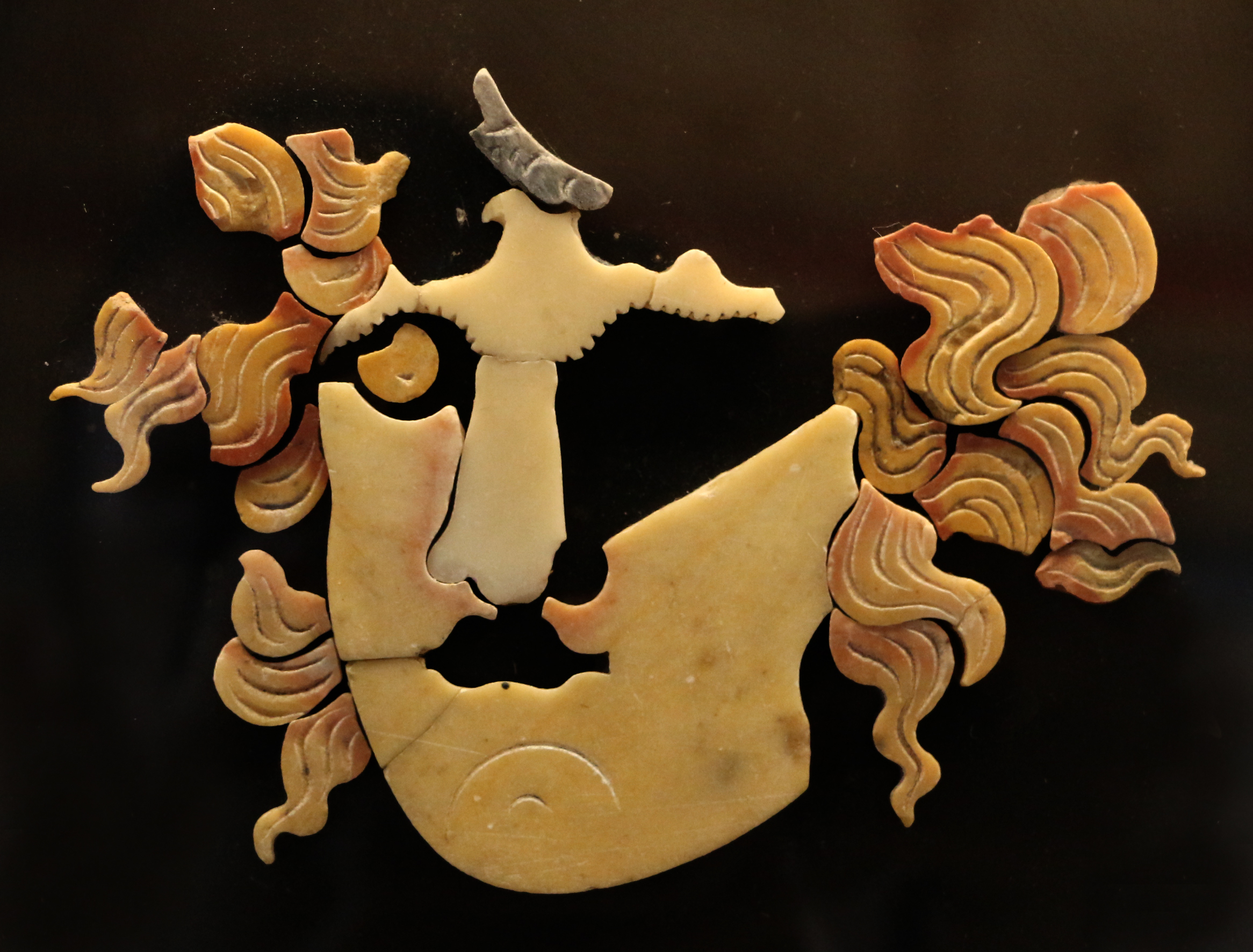
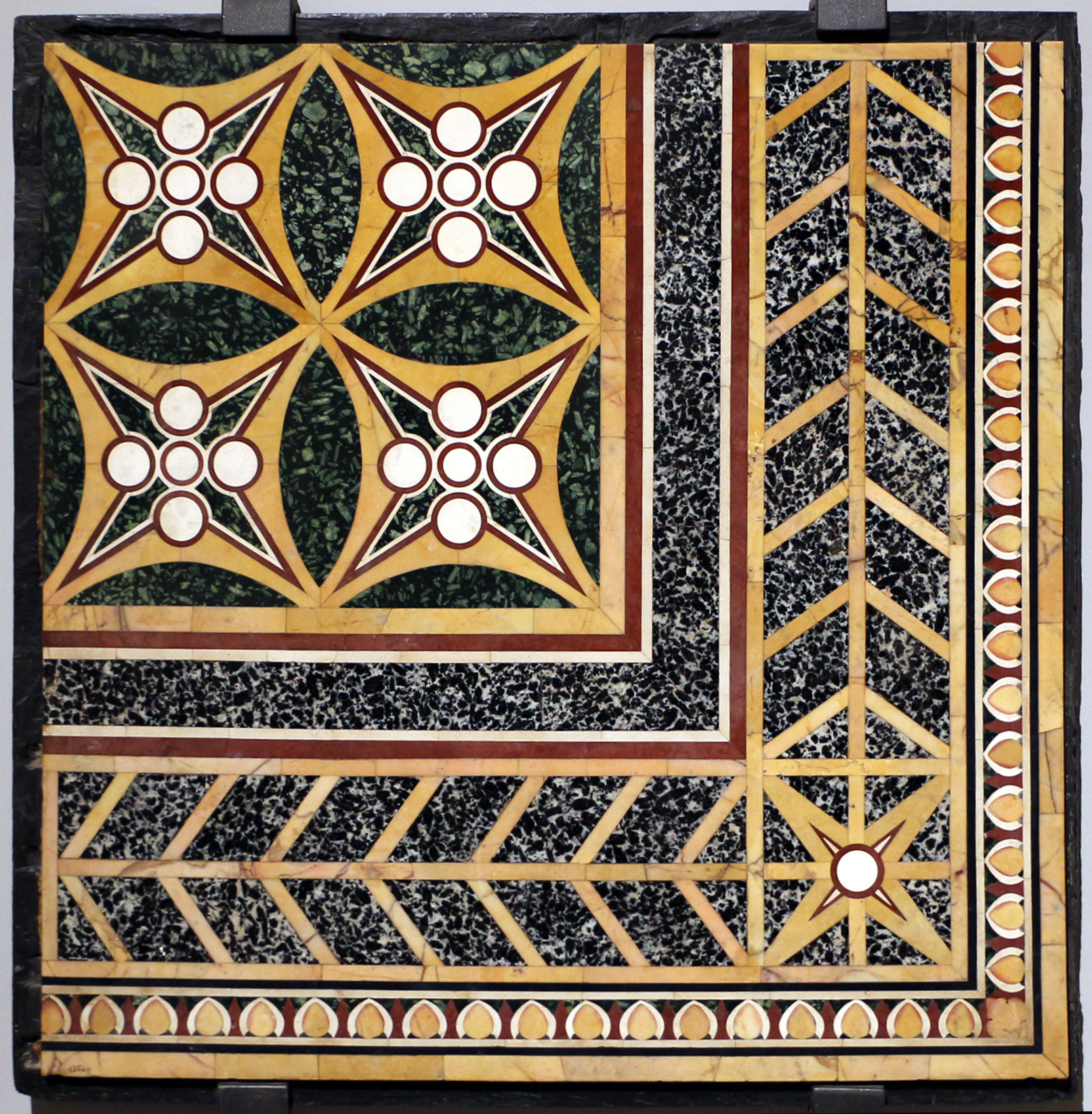
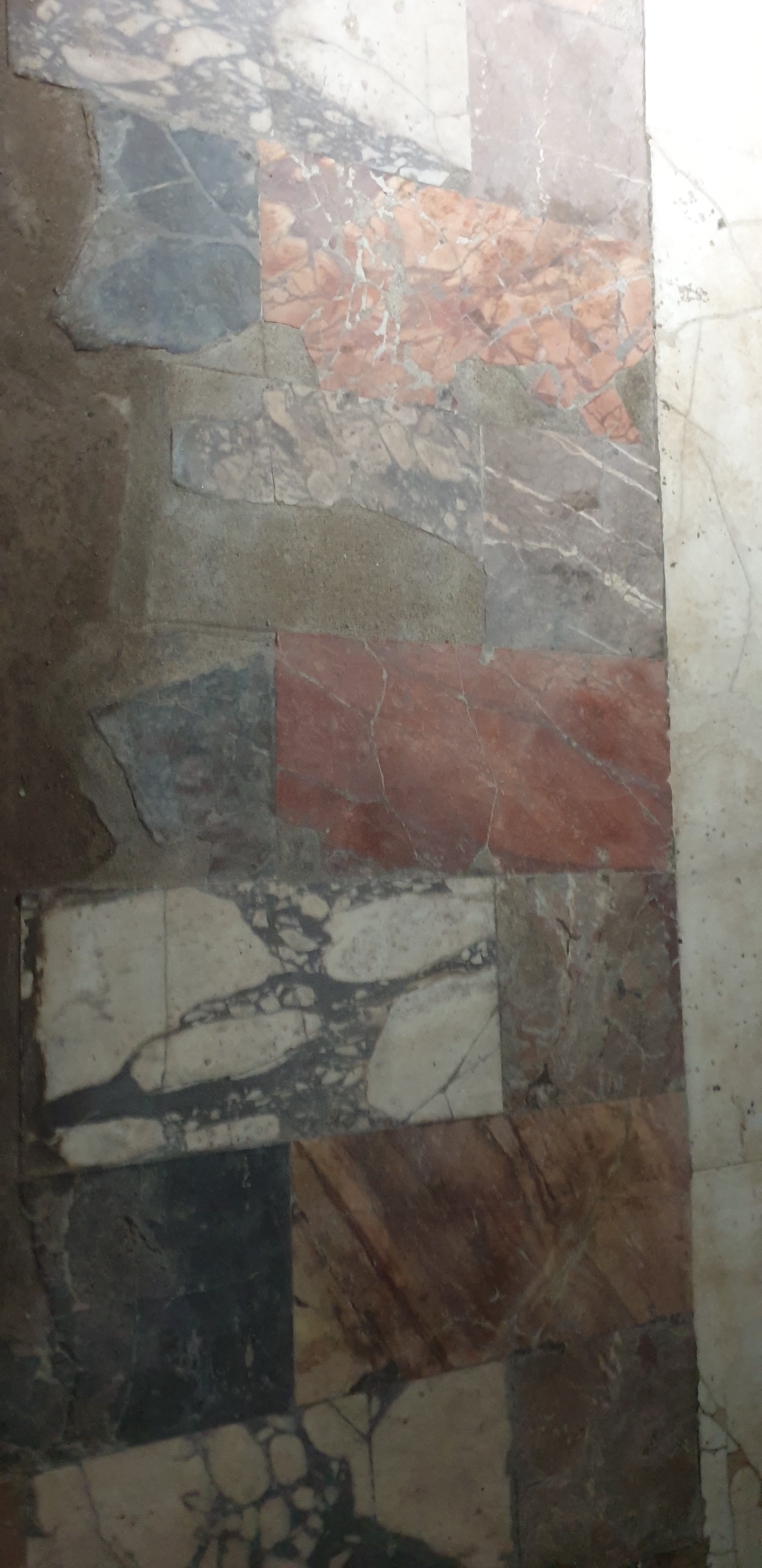
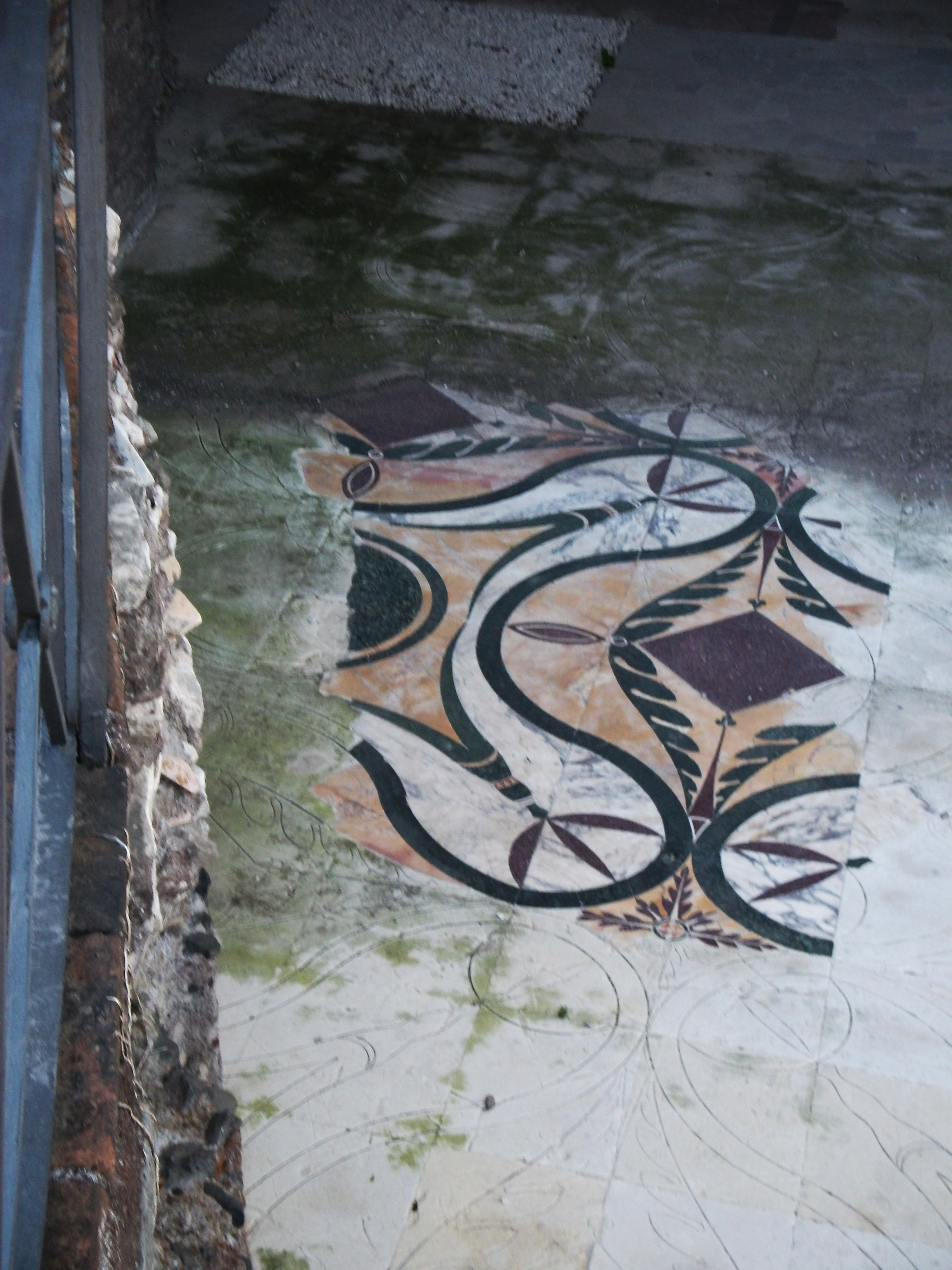
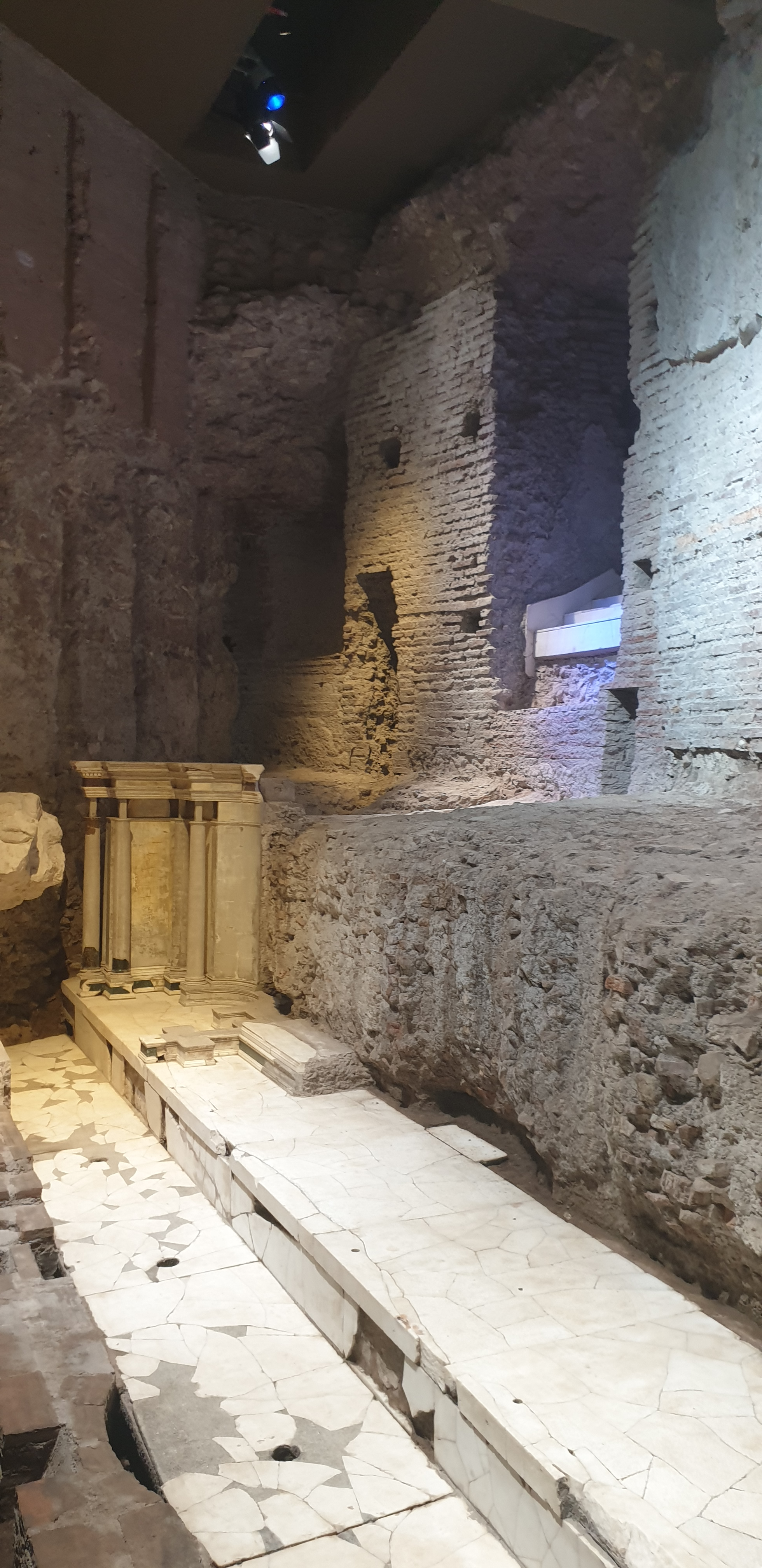
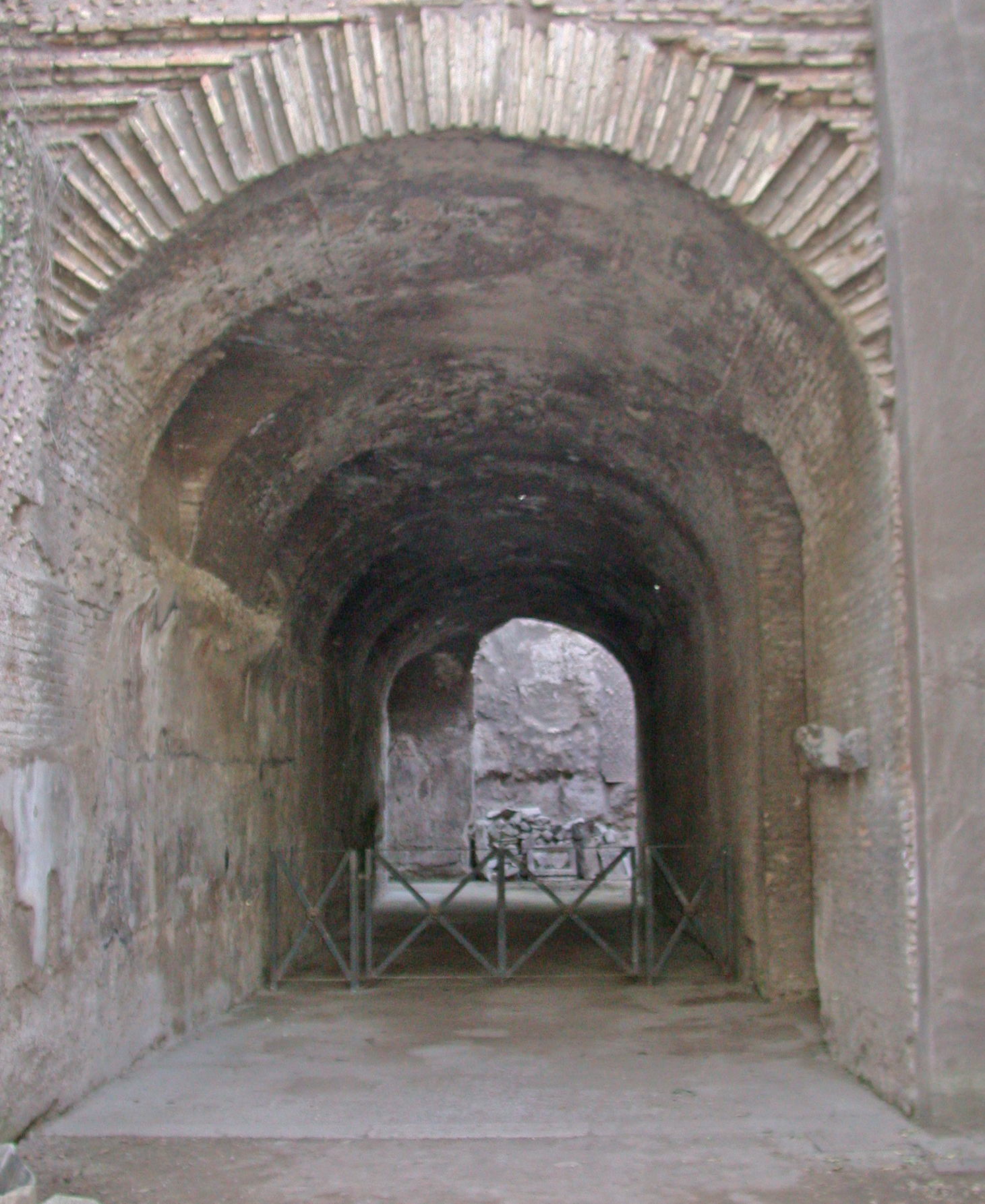
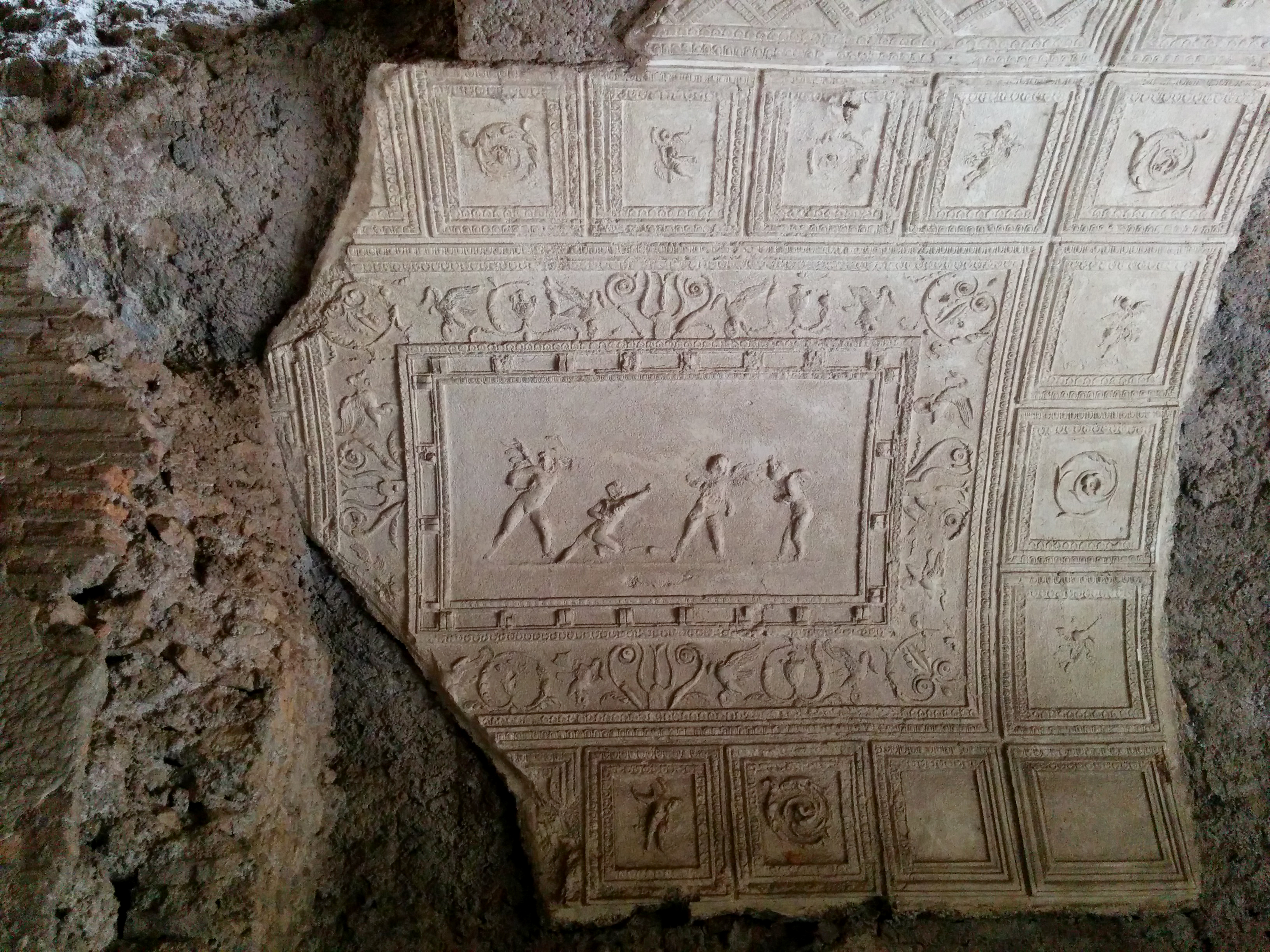
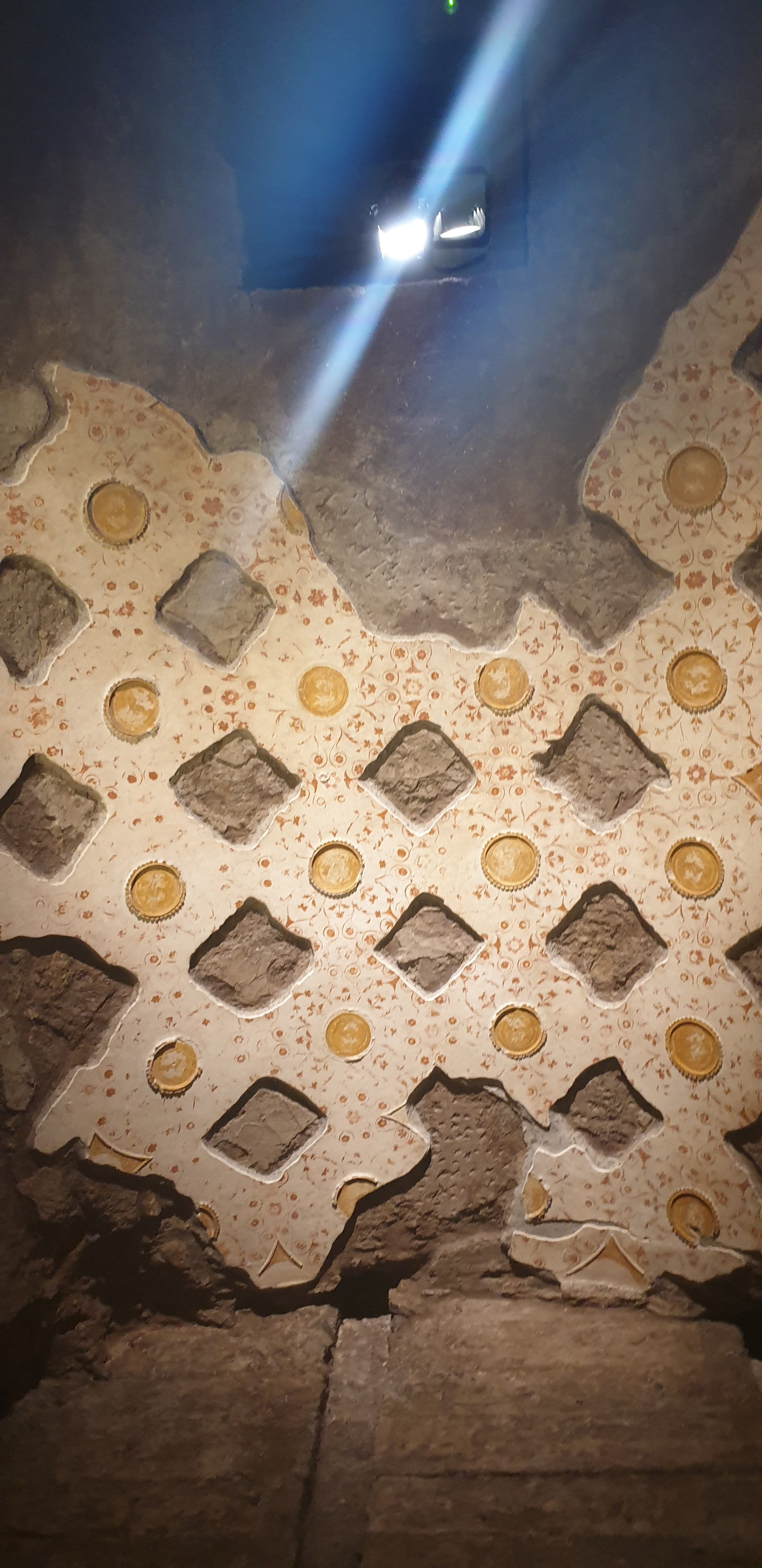

## Referentie
- Samuel Ball Platner, A Topographical Dictionary of Ancient Rome, Londen 1929, art. ‘Domus Transitoria’